# Hasemania kalunga
Hasemania kalunga é uma espécie de tetra endêmica do Brasil e conhecida da drenagem rio Claro, sub-bacia do rio Preto, bacia do alto rio Tocantins, no estado de Goiás, em uma área do quilombo Kalunga.

## Área de Ocorrência
A Extensão de Ocorrência calculada pela área da microbacia é de 2.076 km².

## População
Após a descrição, a espécie foi coletada em algumas ocasiões, com números de exemplares variando de 6 a 184. No entanto, as tentativas mais recentes de reamostrar a espécie, em março e novembro de 2017 e novembro de 2018, não obtiveram sucesso.

## Ameaças
Na localidade-tipo há impactos difusos como a passagem constante de automóveis no trecho barrado do rio e assoreamento. Além disso, é uma área de recreação e lazer e a região é ocupada por pecuária extensiva e agricultura, que podem se tornar uma ameaça no futuro. Entretanto, até o momento, essas ameaças não colocam a população em risco de extinção.

## Estado de Conservação
O ICMBio categoriza a espécie como Pouco Preocupante (LC).